# Base Ruperto Elichiribehety
La Base Ruperto Elichiribehety (en espagnol : Estación científica antártica Ruperto Elichiribehety) est une  station de recherche scientifique d'été de l'Uruguay installée dans la baie de l'Espoir (péninsule de la Trinité) et accordée par le Traité sur l'Antarctique.

## Description
La base, plus connue sous l'acronyme espagnol ECARE, a été fondée le 22 décembre 1997 sur la péninsule antarctique.Elle est située à Hut Cove (en), au sud-est de la baie de l'Espoir, à proximité de la Base antarctique Esperanza d'Argentine.
La station peut accueillir sept personnes et est dédiée à soutenir des projets scientifiques locaux. C'était autrefois la station britannique D , connue sous le nom de Trinity House. 
La station porte le nom de Ruperto Elichiribehety, un lieutenant de la marine uruguayenne qui, en 1916, a dirigé l’Expédition uruguayenne dans le but de sauver l’ Expédition Shackleton-Rowett perdue sur l’île de l'Éléphant.
|                                                                       |
| Base antarctique Esperanza (ECARE est le bâtiment au sommet à gauche) |